# Zelowan cochleare
Zelowan cochleare Murphy & Russell-Smith, 2010 è un ragno appartenente alla famiglia Gnaphosidae.

## Etimologia
Il nome della specie deriva dal latino cochleare, che significa cucchiaio o mestolo di grandi dimensioni, in riferimento all'aspetto dell'apofisi tegolare prossimale del pedipalpo maschile vista ventralmente.

## Caratteristiche
L'olotipo maschile rinvenuto ha lunghezza totale è di 3,92mm; la lunghezza del cefalotorace è di 1,60mm; e la larghezza è di 0,75mm.

## Distribuzione
La specie è stata reperita nel Congo orientale: l'olotipo maschile è stato rinvenuto nelle colline Ndino, nella piana della Ruindi, appartenente alla provincia del Kivu Nord.

## Tassonomia
Al 2016 non sono note sottospecie e dal 2010 non sono stati esaminati nuovi esemplari.